# 195853 Ouyangtianjing
195853 Ouyangtianjing è un asteroide della fascia principale. Scoperto nel 2002, presenta un'orbita caratterizzata da un semiasse maggiore pari a 3,118372 UA e da un'eccentricità di 0,136615, inclinata di 4,756676° rispetto all'eclittica.